# Homeriske hymner
De homeriske hymner (græsk: Ομηρικοί Ύμνοι, Homērikoi Hymnoi) er en samling af 33 digte fra den tidlige græske oldtid. De var samlet allerede i antikken, men de er ikke samlet efter nogen klar plan, og der er næppe tale om den samme digter. Referencen til Homer skal forstås som i samme stil som Homer, altså episk. Ligesom Iliaden og Odysseen er hymnerne skrevet i daktylisk heksameter.
Hymnerne har været udlagt som kultiske, men de har nok nærmere været foredraget af rhapsoder ved konkurrencer eller de fælleshellenske fester . Blandt andet har den danske religionshistoriker Arild Hvidtfeldt i sin lille bog om Demeterhymnen som religionshistorisk kilde (1970) klart afvist en forbindelse til de eleusinske mysteriers ritualer.

## Indhold

### De større hymner
- Demeterhymnen
- Hymne til Apollon
- Hymne til Hermes
- Hymne til Afrodite 1. og 2. hymne
- Hymne til Dionysos 1. 2. og 3. hymne
- Hymne til Pan

### De mindre hymner
- Til Ares
- Til Artemis
- Til Afrodite
- Til Pallas Athene 1. og 2. hymne
- Til Hera
- Til Demeter
- Til Gaia
- Til Herakles
- Til Asklepios
- Til Dioskurerne 1. og 2. hymne
- Til Hermes
- Til Hefaistos
- Til Apollon
- Til Poseidon
- Til Zeus
- Til Hestia 1. og 2. hymne
- Til Muserne og Apollon
- Til Artemis
- Til Gaia
- Til Helios
- Til Selene